# Utterby
Utterby – wieś w Anglii, w hrabstwie Lincolnshire. Leży 40 km na północny wschód od Lincoln i 212 km na północ od Londynu.